# Nuestra Familia
Nuestra Familia (hiszp. „Nasza Rodzina”), zwani także Norteños („północni”)  – amerykański gang uliczny  składający się z meksykańskich imigrantów pochodzących z północnej Kalifornii powstały w więzieniach Folsom (Kalifornia) lub Soledad.  Organizacja powstała w latach 60. w ramach rywalizacji z innym gangiem tzw. meksykańską mafią.
Poza murami więzień działa głównie na terenie San Francisco.